# Tischeria

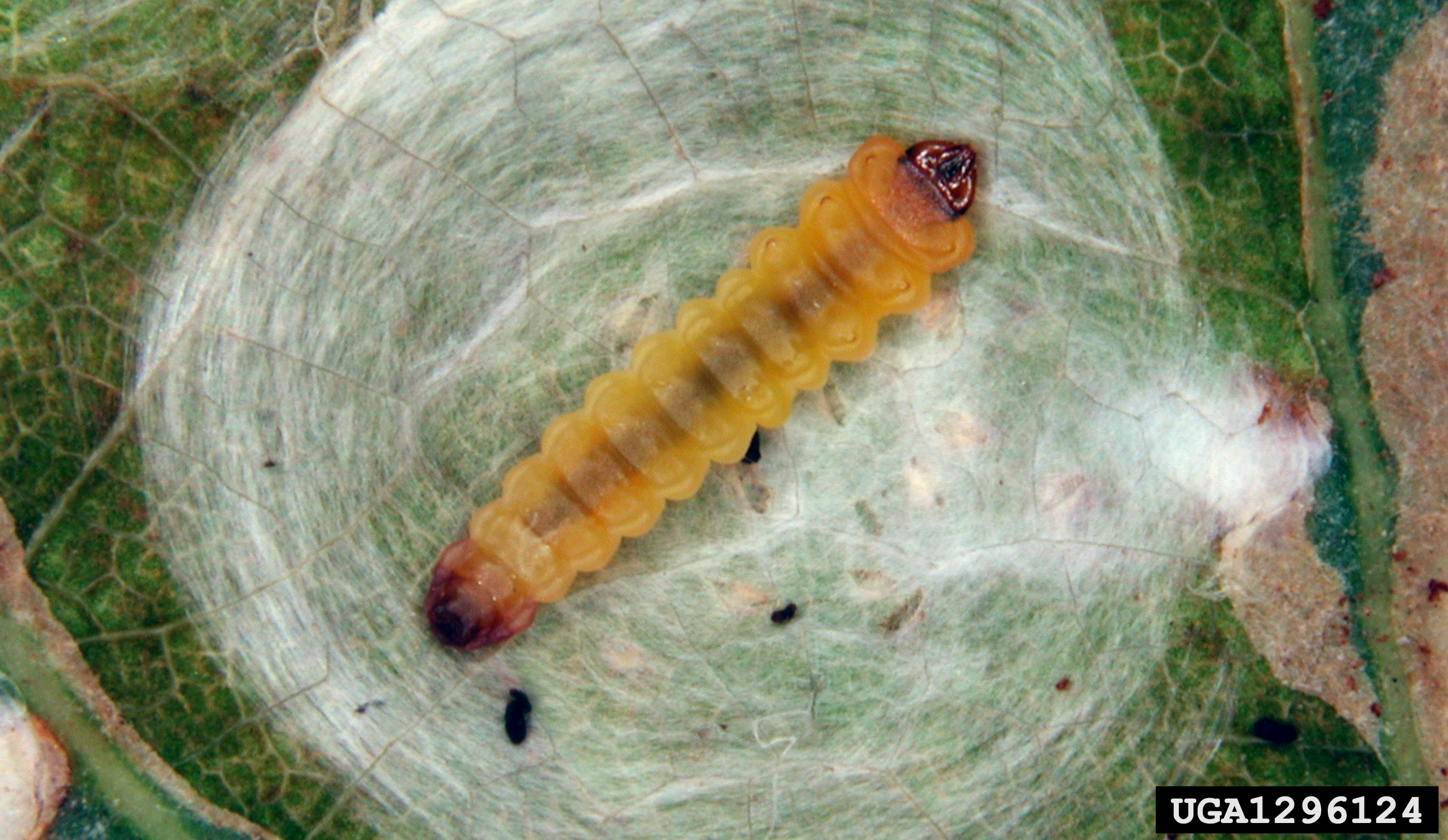
Гусеница Tischeria ekebladella

Tischeria (лат.) — род насекомых из семейства одноцветных молей-минёров (Tischeriidae). Мелкие бабочки с узкими однотонными крыльями. Родовой эпитет Tischeria был дан в честь немецкого энтомолога Карла фон Тишера (Carl von Tischer, род.1777—…).

## Описание
Внешние признаки взрослых особей и признаки жилкования крыльев малоинформативны и, следовательно, недостаточны для дифференциации Tischeria из-за их общего единообразия. Однако у большинства видов отмечают яркое охристо-желтое переднее крыло, испещренное более темными чешуйками апикально или, изредка, с небольшим черным торнальным пятном. Гениталии самцов видов рода Tischeria характеризуются наличием юксты и среднеширокого или очень широкого фаллоса с обычно длинными боковыми отростками, но без килей. В женских гениталиях род характеризуется наличием антрума и тонкого, короткого семявыносящего протока, состоящего всего из 2—4 витков. Листовые мины Tischeria располагаются в основном на растениях-хозяевах семейства Буковые, имеют пятнистую форму и характерный круглый нидус внутри листа.

## Классификация
Известно около 20 видов. Род широко распространен в Европе, умеренной зоне Азии и Северной Америке. Считалось, что виды рода встречаются в Южной Африке (Puplesis & Diškus 2003; Puplesis et al. 2004) до недавнего времени, когда эти африканские виды были переведены в другой род, Manitischeria (Stonis et al. 2019a). В Центральной Америке признаны только два вида Tischeria, включая T. elongata и T. neokristenseni. В Южной Америке род пока не известен (в частности, из Колумбии, где встречается Quercus — потенциальное растение-хозяин).
Список некоторых видов (2011):
- Tischeria ambigua Braun, 1915 — Калифорния, личинки питаются на краснокореннике Ceanothus oliganthus[4]
- Tischeria antilope Puplesis, Diškus and Mey, 2003 — Намибия[5]
- Tischeria bifurcata Braun, 1915 — Аризона и Калифорния, личинки питаются на краснокореннике Ceanothus arboreus[4]
- Tischeria caucasica Klasínski & Stonis, 2020 — центральная Америка
- Tischeria ceanothi Walsingham, 1890
- Tischeria decidua Wocke, 1876 — Европа
- Tischeria deliquescens Meyrick, 1915
- Tischeria dodonaea Stainton, 1858 — Европа[6]: от Фенноскандии до Пиреней, Италии и Румынии, от Ирландии до Украины, Россия[7], Кавказ (Армения)[3].
- Tischeria ekebladella (Bjerkander, 1795) — Европа, Кавказ, личинки питаются на дубе (Quercus) и каштане (Castanea)[8]
- Tischeria ekebladioides Puplesis & Diskus, 2003
- Tischeria elongata Walsingham, 1914 — Мексика
- Tischeria gouaniae Stonis & Diškus, 2007 — Белиз, личинки питаются на Gouania polygama[4]
- Tischeria lvoskyi Kozlov, 1986 — восточная Азия
- Tischeria martinkrugeri Puplesis and Diškus, 2003 — Южная Африка[5]
- Tischeria neokristenseni Diškus & Stonis, 2023 — Центральная Америка[3].
- Tischeria pulvella Chambers, 1878 — Техас[4]
- Tischeria quercifolia Kuroko, 1982 — Япония
- Tischeria quercitella Clemens, 1863 — Северная Америка
- Tischeria siorkionla Kozlov, 1986 — восточная Азия[3].
- Tischeria sparmanniae Puplesis and Diškus, 2003 — Южная Африка, Зимбабве и Намибия, личинки питаются на Sparmannia ricinocarpa[5]
- Tischeria unicolor Walsingham, 1897
- Tischeria urticicolella (Ghesquière, 1940)
- Tischeria zestica Meyrick, 1911 — Южная Африка, личинки питаются на Grewia occidentalis[5]